# Hoploscopa niveofascia
Hoploscopa niveofascia is een vlinder uit de familie van de grasmotten (Crambidae), uit de onderfamilie van de Hoploscopinae. De wetenschappelijke naam van deze soort is voor het eerst gepubliceerd in 2020 door Théo Léger en Matthias Nuss.
De voorvleugellengte is 9,5 millimeter.
De soort komt voor in Papoea-Nieuw-Guinea (Morobe).